# Loofort
Het Loofort was een fort dat ten westen van Oostburg, behorend tot de Staats-Spaanse Linies.
Het fort werd gebouwd omstreeks 1643 in de Groote Lodijkpolder en het bevond zich daar waar het Coxysche Gat samenkwam bij het Zwin. Het moest de Nieuwe Haven van Oostburg verdedigen. Spoedig nadien werd het fort overbodig, daar in 1648 de Vrede van Münster tot stand kwam.